# Charlottenbergs station
Charlottenbergs station är en järnvägsstation belägen i centrala Charlottenberg, Värmlands län. Den betjänas av Värmlandstrafiks regionaltåg, operatören är Vy Tåg. Vissa av regionaltågen fortsätter till Kongsvinger och Oslo.